# アブラハム・ストルク
アブラハム・ストルク（Abraham Storck、姓は Sturckenburgとも、1644年4月7日（洗礼日）– 1708年4月8日（葬礼日））は、オランダのアムステルダムで活動した画家、版画家である。海洋画を描いた。

## 略歴
アムステルダムで生まれた。父親のヤン・ヤンスゾーン・ストゥルク（Jan Jansz. Sturck、ドイツ語名:ヨハネス・シュトゥルク、Johannes Storck: 1603-1673)は、ドイツにヴェーゼル(Wesel)出身の画家で、兄に父親と同名のヨハネス・ストルク(Johannes Storck:1629-1673)とヤコブス・ストルク(Jacobus Storck: 1641-1711)がいる。
はじめ父親の工房で働いたが、海洋画家のヤン・アブラハムスゾーン・ベールストラーテン（Jan Abrahamsz. Beerstraaten: 1622-1666）にも学んだと考えられている。ストルクの兄はベールストラーテンの義理の妹と結婚していた。最初の署名のある作品は1666年のものだとされ、1670年に兄とドイツを旅した。1673年に父親が亡くなった後、父親の工房を引き継いだ。1688年に聖ルカ組合に登録された。
有名な海洋画家のルドルフ・バックホイゼン(1630-1708)や、ヘンドリク・デュベルス(Hendrick Dubbels: 1621-1707)とも働いた。1694年医者の未亡人と結婚した。アムステルダムで暮らし1902年までは Tuinstraatに住み、その後Grote Kattenburgerstraatに住んだ。
各地の港や海洋での船舶を描き、アムステルダムを訪れたロシアのピョートル1世の使節団がオランダ軍艦を視察するなどの出来事も題材にした。ヤン・バプティスト・ウェーニクス(Jan Baptist Weenix:1621-1659)の影響も受け、「カプリッチョ」と呼ばれる架空の風景画も描いた。

## 作品

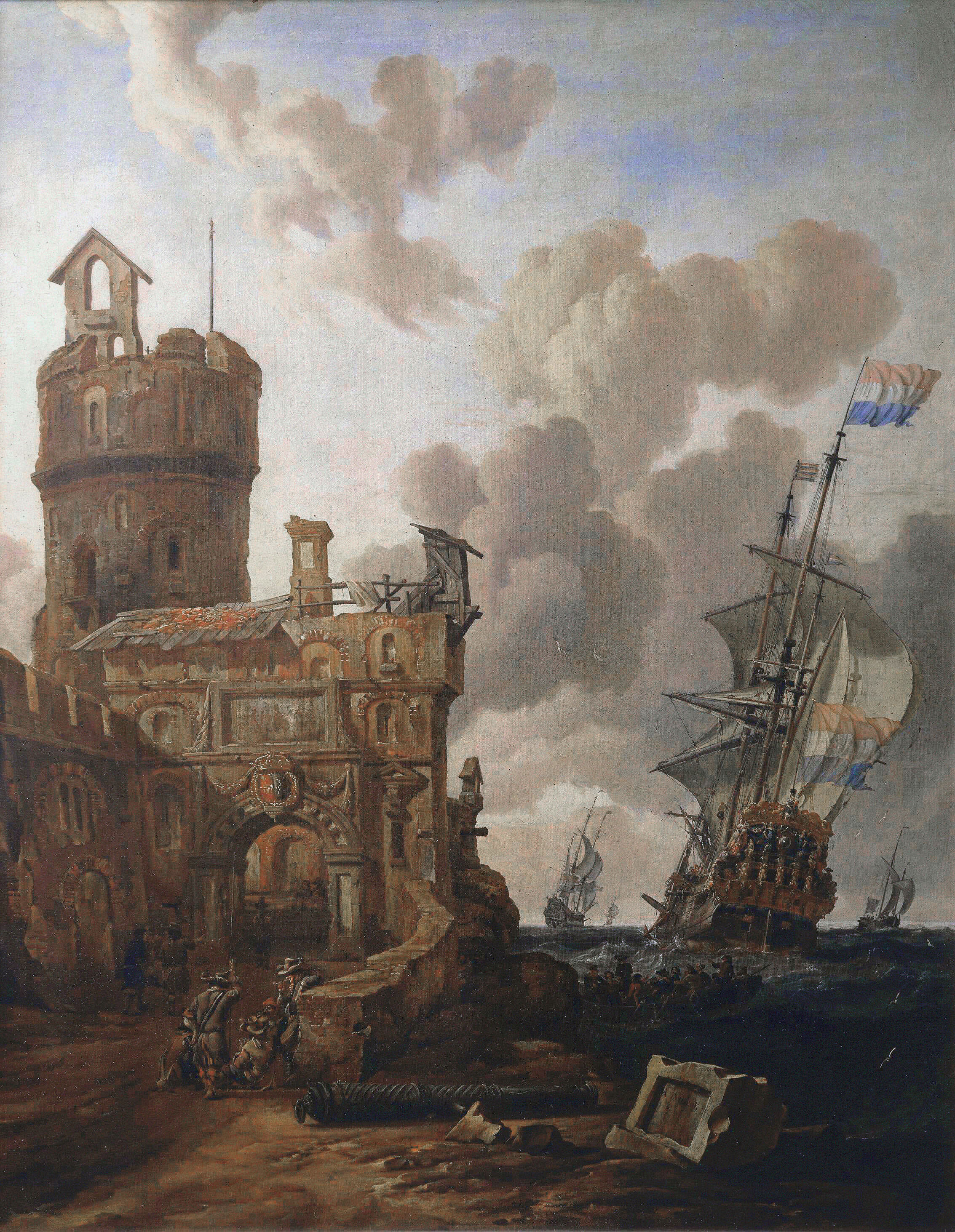
砦を行くオランダ船 Royal Museums Greenwich
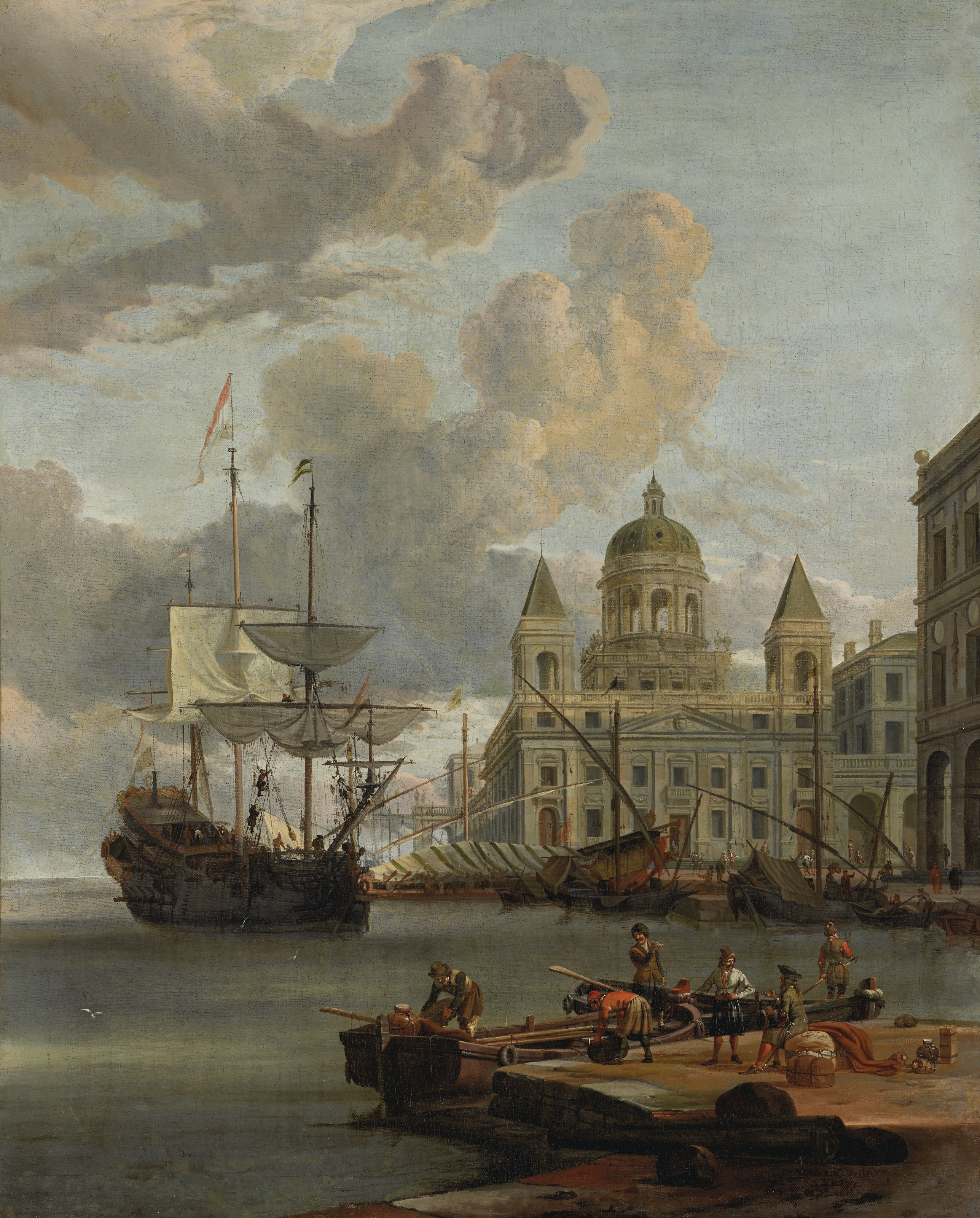
人物のいる地中海の港
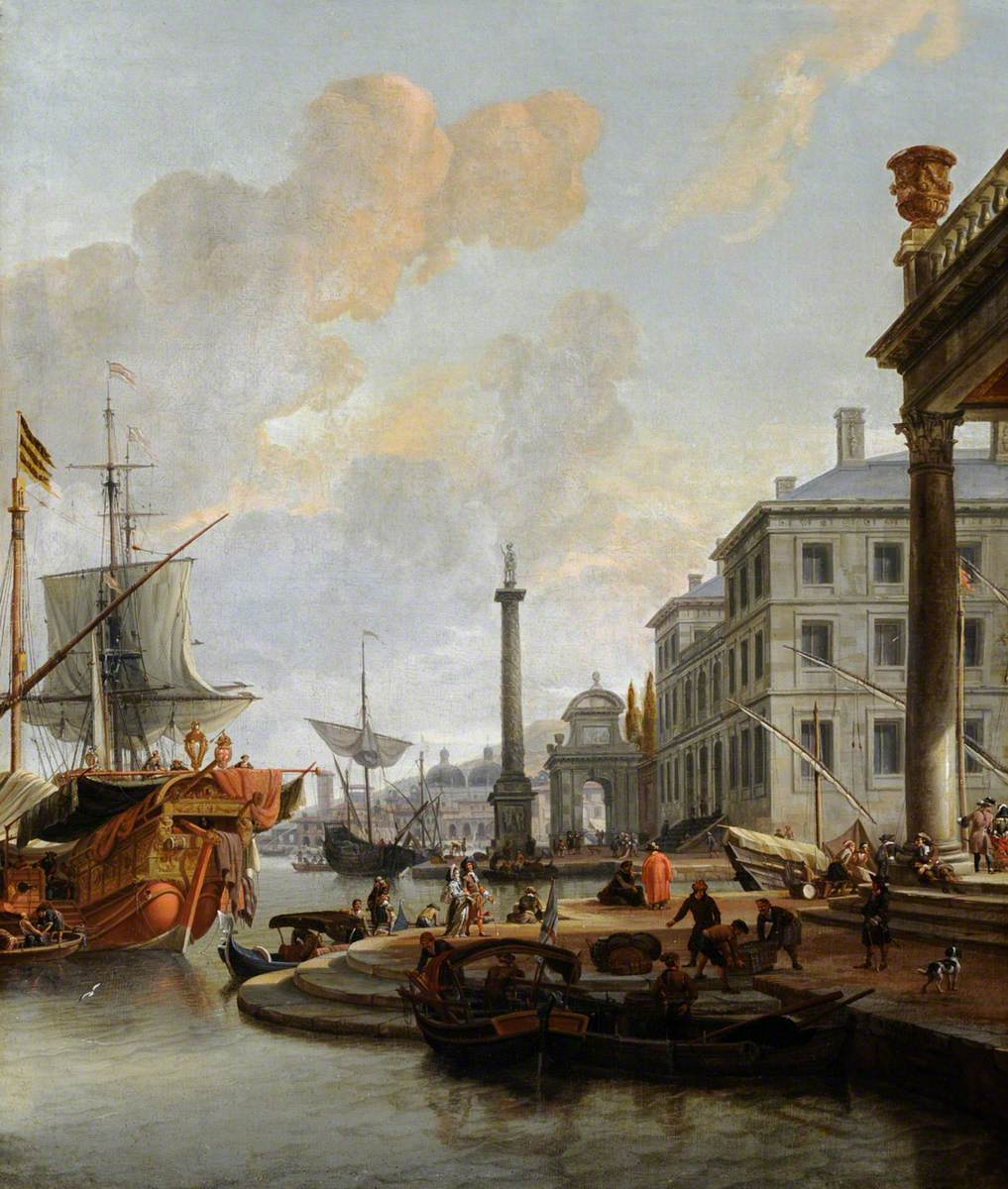
架空の港の風景
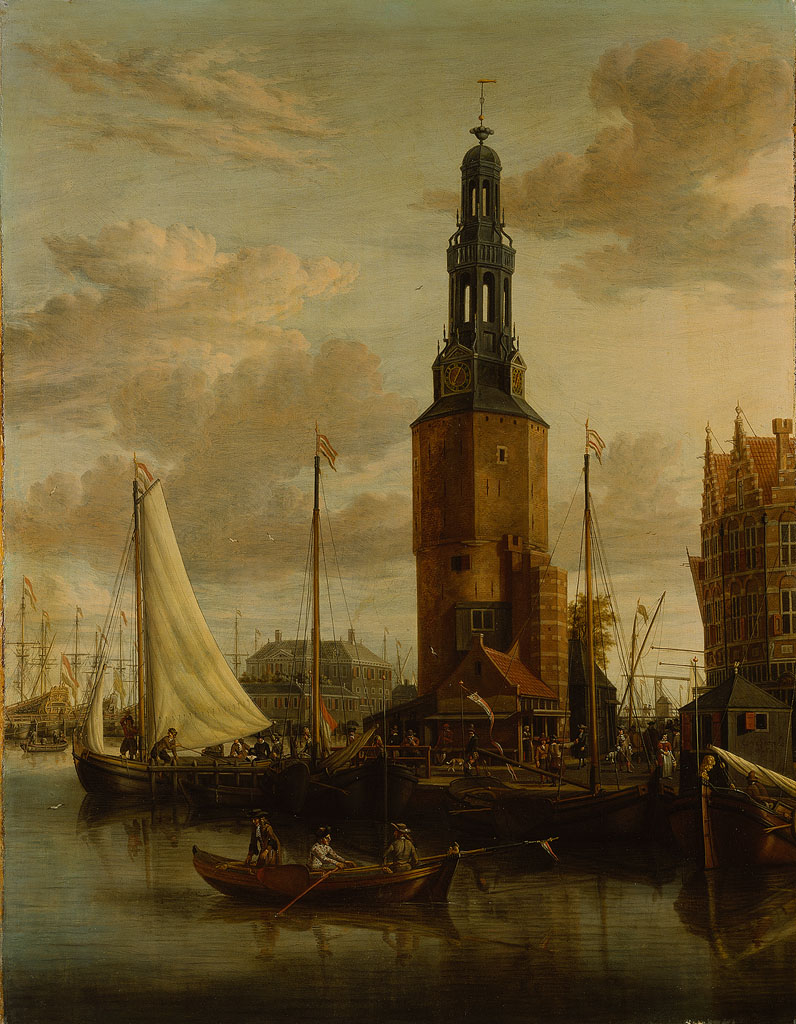
Stadsherbergの塔(Haringpakkerstoren)　(1687)、兄ヤコブスと共作 アムステルダム博物館

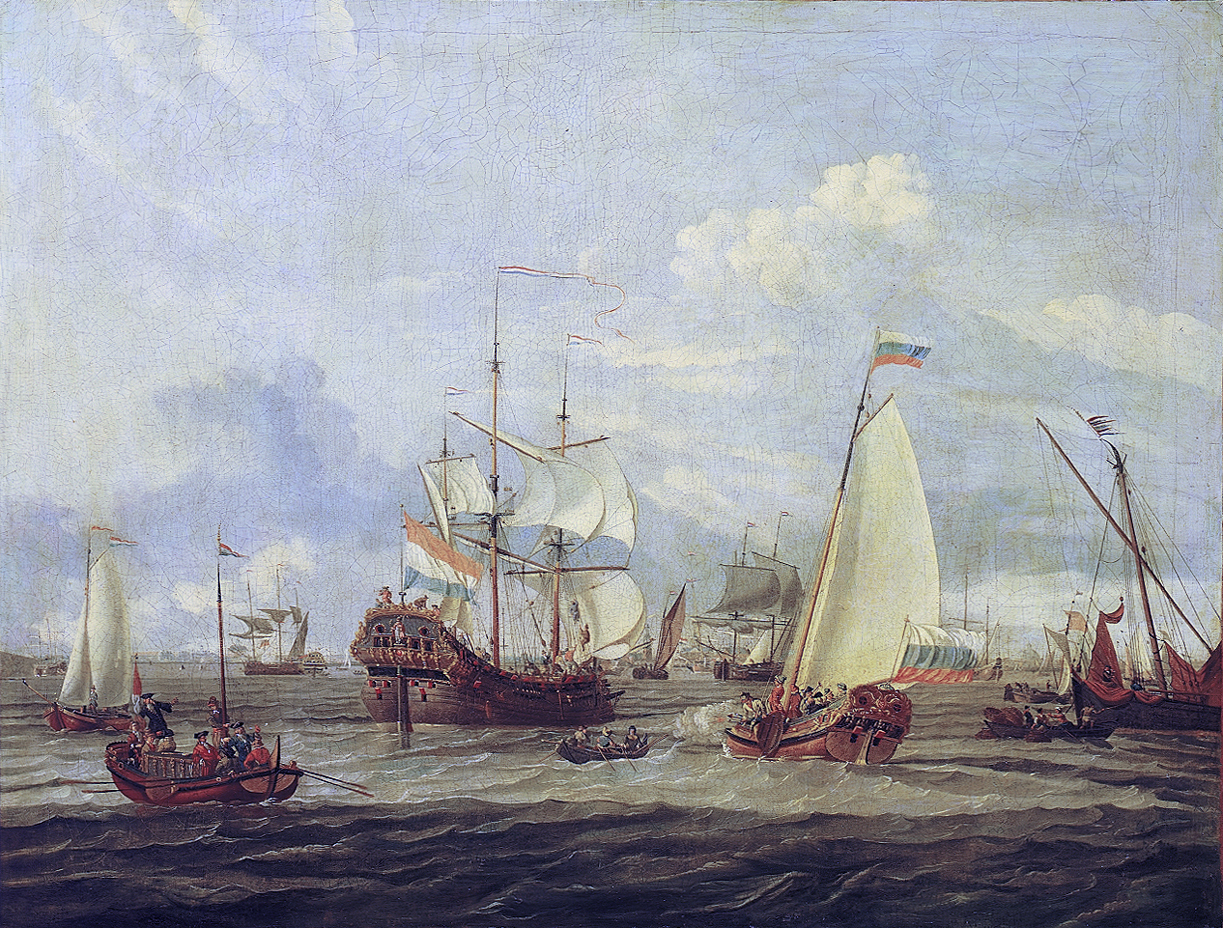
アムステルダムを視察するピョートル1世のロシア船
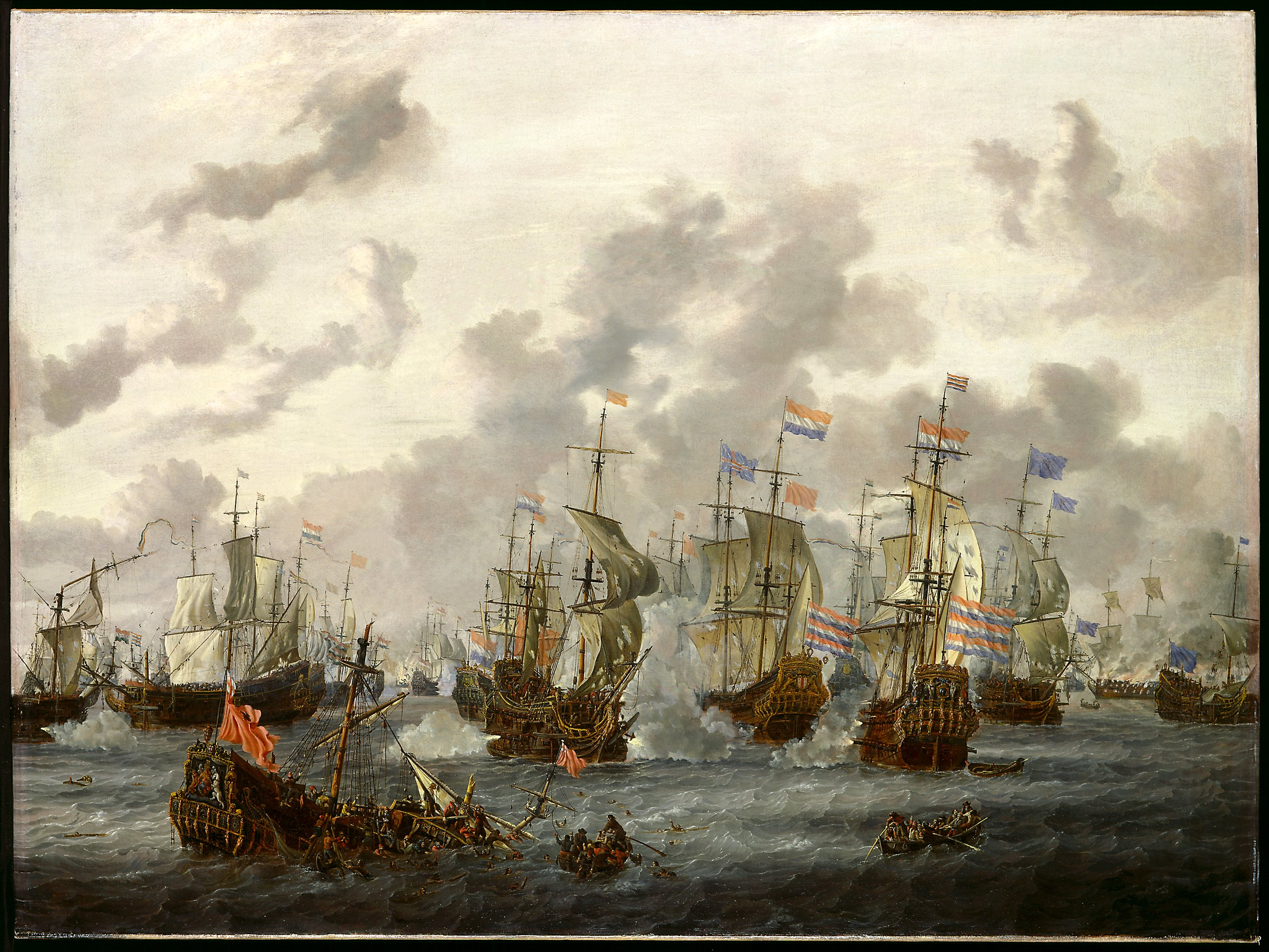
オランダとイギリスの海戦
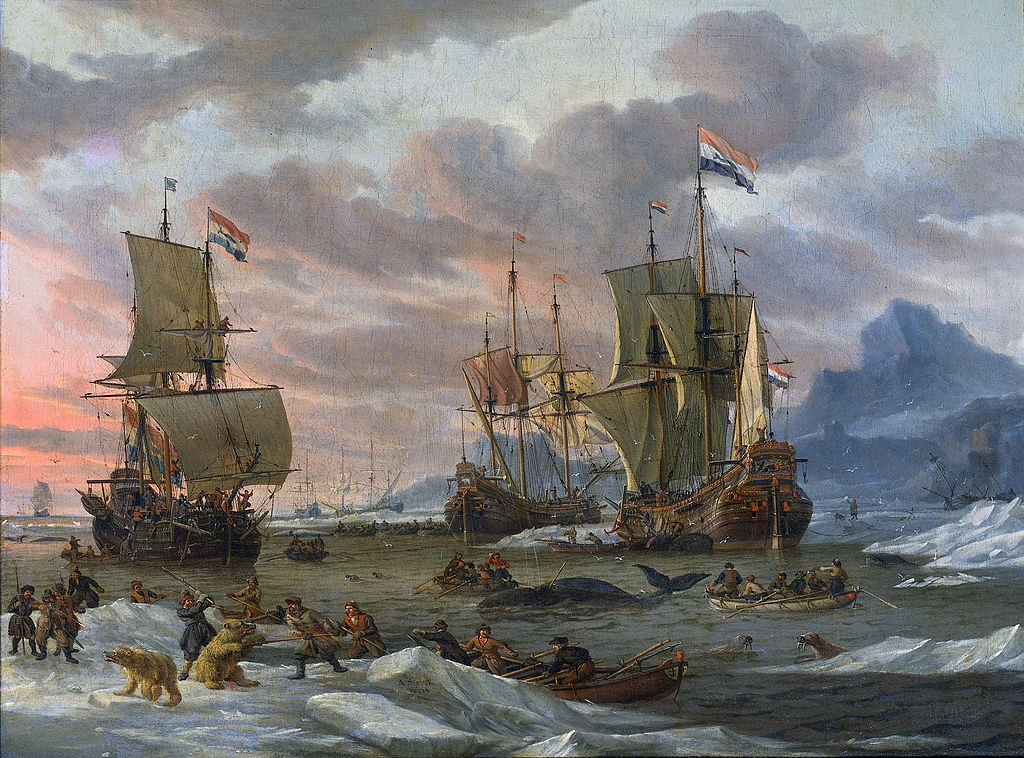
捕鯨する極地探検隊